# クロヒラタヨコバイ
クロヒラタヨコバイ Penthimia nitida Lethierry はカメムシ目の昆虫。卵形でやや平らな体形の黒い虫で、よく飛び跳ねる。

## 特徴

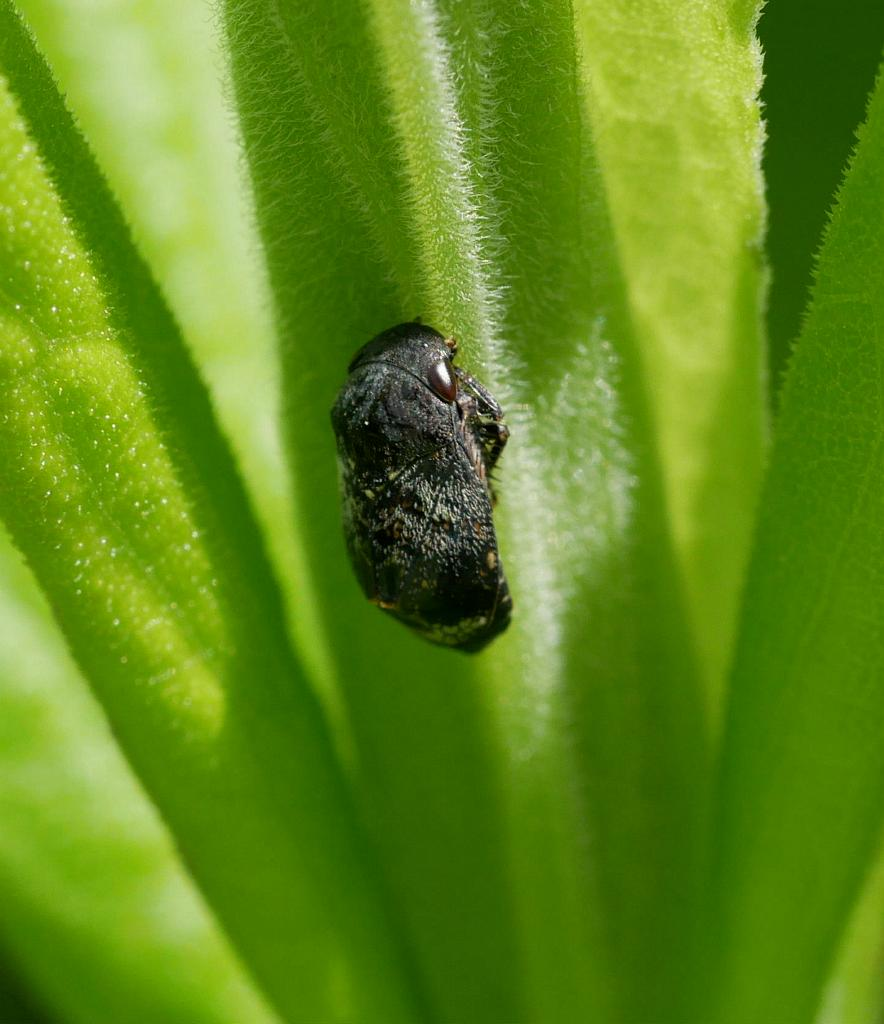
やや側面から

体長5-6mmの昆虫。全体的に黒くて背面は光沢が強い。全体の形としては中央よりやや後方が幅広い卵形をなし、また背面は隆起している。頭部は幅が広く、前の縁は丸みを帯び、その背面は前に向かって下方に強く傾いている。複眼は黒、単眼は暗褐色で、顔面は幅広いが縦に短くて黒となっている。前胸背も幅が広く、後ろの縁は中央が多少湾入しており、また表面には細かくて浅い横皺があり、特に後半部に多い。小楯板は幅が広く、やはり背面の後半には細かな横皺があり、先端に灰白色の小さな斑紋がある。前翅の鞘翅部も光沢の強い黒であるが、末端近くでは脈以外の部分が灰白色や淡褐色になっている。爪状部は幅広く、末端は断ち切ったような形になっており、その縁は淡褐色になっている。先端の部分は左右が重なり合っている。身体の腹面と歩脚はやはりすべて黒だが、背面のように強い光沢はない。後脚の勁節に強い棘があり、淡褐色をしている。

## 生態など
成虫は4-5月にクヌギなどの広葉樹の葉の上に見られることが多く、幼虫越冬と考えられる。

## 分布
日本では本州、四国、九州に、国外では台湾、朝鮮、シベリアに知られる。

## 類似種
同属のものとしては以下の種が知られる。
- チャイロヒラタヨコバイ P. guttula 背面が黄褐色で腹面が黒、九州以南
- チャノヒラタヨコバイ P. heae やや小型で背面は明るい灰褐色で緑を帯び、腹面は黒、本州以南